# Brachyscleroma zhoui
Brachyscleroma zhoui là một loài tò vò trong họ Ichneumonidae.